# Магнітна стала
Магні́тна ста́ла — розмірнісна величина, запроваджена в Міжнародній системі величин (ISQ), на основі якої побудована Міжнародна система одиниць (SI), як коефіцієнт пропорційності між вектором магнітної індукції і напруженістю магнітного поля у вакуумі. Звідси застаріла назва — магнітна проникність вакууму. 
Позначається символом {\displaystyle \mu _{0}}. Також називається проникністю вільного простору (англ. permeability of free space) або пустого простору (empty space). Її величина у вакуумі визначається (а не вимірюється) як:
{\displaystyle \mu _{0}\ {\overset {\underset {\mathrm {def} }{}}{=}}\ 4\pi \ \times \ 10^{-7}\ } Н/А2 = 4π×10−7 Гн/м, або наближено 1.2566×10−6 Гн/м (або Тл·м/А)
Ця величина є наслідком визначення ампера в одиницях сили на одиницю довжини між нескінченно довгими паралельними провідниками з нульовою площею перерізу у вакуумі. Для детальнішого розгляду проблеми дивись праці Сервея та Джівлетта, або Монка. Дивись також закон Ампера.
У вакуумі магнітна константа визначає величину відношення магнітної напруженості поля, або H- поле (обчислене зі струму) у виразах магнітної густини потоку до B-поля (при обчисленні сили Лоренца):
{\displaystyle \mathbf {B} =\mu _{0}\ \mathbf {H} .}
Див. рівняння Максвелла.
Магнітна стала {\displaystyle \mu _{0}} не є незалежною. Вона пов'язана з електричною сталою {\displaystyle \epsilon _{0}} та швидкістю світла у вакуумі {\displaystyle c_{0}}, наступною формулою:
{\displaystyle {c_{0}}^{2}\,\epsilon _{0}\,\mu _{0}=1.}

## Термінологія
Історично склалося, що константа {\displaystyle \mu _{0}} має багато назв. Наприклад, у Червоній книзі IUPAP за 1987 рік вона називалася проникністю вакууму Інший приклад, сьогодні рідко вживаний, — «магнітна проникність вакууму» («magnetic permittivity of vacuum») Див. Серванта
Термін вакуумна проникність і різні похідні від нього залишаються поширеними, проте організації стандартизації перейшли до терміна магнітна стала (англ. magnetic constant), як до узагальненої форми для цього поняття, хоча старі терміни продовжують уживатися як синоніми.
Термін магнітна стала уникає слів «проникність» тіа «вакуум», бо ця фізична величина є визначеною, а не результатом експериментальних вимірювань.
Лінійну проникність вакууму неможливо виміряти, бо остання визначає ампер. Аналогічно, швидкість світла у вакуумі також неможливо виміряти, бо остання визначає метр. За визначенням, проникність вакууму дорівнює {\displaystyle \mu _{0}}.
Проникність вакууму посилається на основний стан вільного простору. Див. статті про вільний простір в вакуумний стан для деталей про ці ідеальні та широковживані в фізиці стани.

## Зауваження
Слід відзначити, що існує упереджене ставлення до магнітної та електричної констант з боку прихильників системи СГС[ненейтрально][джерело?], яке має витоки в ранньому етапі становлення системи SI. У ті часи й магнітна, й електрична константи визначалися суто формально, як розмірнісні числові множники, що залежать від числа «пі» у вигляді:
{\displaystyle \varepsilon _{0}^{*}={\frac {1}{36\pi \cdot 10^{9}}}=8,841941283\cdot 10^{-12}}Ф/м.
Відношення сучасної електричної константи до раніше штучно введеної дорівнює:
{\displaystyle \delta ={\frac {\varepsilon _{0}}{\varepsilon _{0}^{*}}}=1,000692286},
тобто вона мало відрізняється від сучасного значення, яке визначено через швидкість світла у вакуумі.
Звідси також росте несприйняття[джерело?] т. з. хвильового опору вакууму, який у старих позначеннях був:
{\displaystyle Z_{W0}={\sqrt {\frac {\mu _{0}}{\varepsilon _{0}^{*}}}}=120\pi =376,9911184} Ом, тобто практично ціле число 377 Ом. Сучасне значення цього опору дорівнює 376,730313 Ом і теж визначається швидкістю світла у вакуумі.